# Aligiulia
Aligiulia SpA è stata una compagnia aerea italiana.
Fu costituita a Trieste nel 1974 con base di armamento sull'aeroporto di Ronchi dei Legionari. I primi anni furono dedicati ad una gamma di attività minori, essenzialmente lavoro aereo e voli privati e panoramici. Alla guida della società l'amministratore delegato Mario Rusconi, un nome che negli anni a seguire sarebbe stato coinvolto in molte altre iniziative similari. La vera svolta avvenne nel 1980 con l'inizio della trasformazione in vera e propria compagnia aerea concluso due anni dopo. L'iter fu relativamente lungo e il 16 maggio 1983 iniziarono i primi voli di linea per Bologna, Genova, Torino affiancati, nel mese di luglio, da quelli per Firenze, che mancavano da tempo. Il capoluogo toscano fu successivamente unito a Milano e Torino. Il servizio di bordo, con assistenti, comprendeva bevande, tra cui vini friulani di ottima qualità.
La macchina prescelta fu il Nord 262, un biturbina un po' rustico con capienza massima per 26 passeggeri ma che aveva dato buoni risultati operativi negli anni precedenti. Un po' per caso un po' per malasorte il velivolo era in realtà la variante "Mohawk 298" utilizzata da alcune aerolinee regionali degli Stati Uniti. Questa variante incorporava nuovi motori, più potenti, ma che avevano necessità di particolari cure soprattutto quando si operava da scali con temperature relativamente alte.
C'erano in programma vari altri collegamenti, anche per l'estero. In realtà al di fuori dei voli da e per Firenze (piuttosto frequentati), la rete si contrasse e nell'orario 1984/1985 si era ridotta alle relazioni Trieste-Venezia con prosecuzione alternata verso Genova o Torino, al trigiornaliero Firenze-Milano e al bisettimanale Firenze-Torino.
A fronte di un traffico che non aumentava l'ordine per due esemplari dell'ATR 42 fu congelato e poi successivamente annullato in coincidenza con la chiusura delle attività, avvenuta nel giugno 1986.

## Flotta
Aligiulia utilizzò una coppia di Nord 262 della variante "Mohawk" 298 acquistati negli U.S.A, immatricolati I-ALGM e I-ALGR. Nei periodi di sosta e manutenzione furono utilizzati Handley Page HPR.7 "Herald" noleggiati dalla conterranea Columbia. L'ordine per due ATR 42 non fu mai completato per la cessazione delle attività. Un Cessna C150 fu utilizzato solo per voli privati.